# Шамаш (служитель)

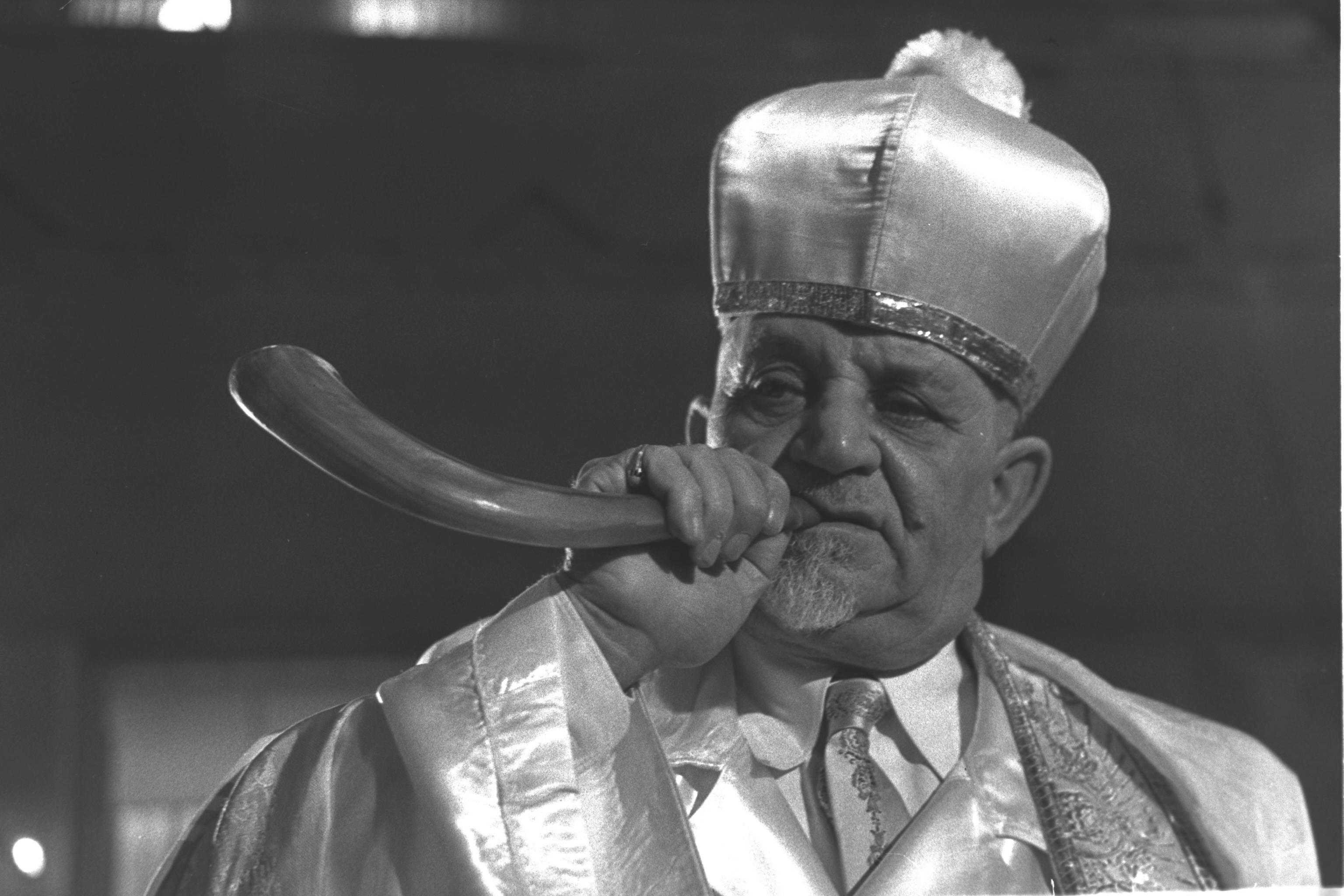
Шамаш, сурмить в шофар під час Судного дня в сефардской синагозі в Тель-Авіві, 1960 рік

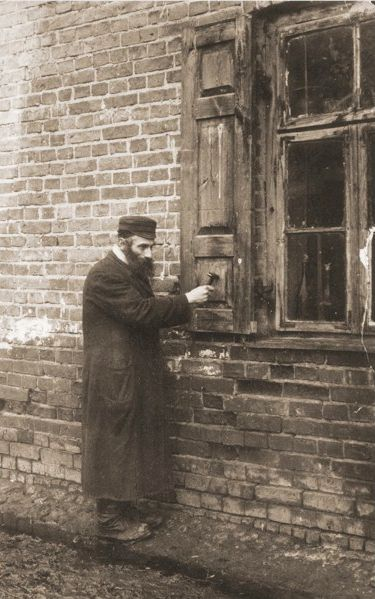
Шамаш стукає в віконниці.
Бяла Подляска, 1926 рік

Шамаш, або шаммаш (сефардська і караїмська вимова), або шамес (ашкеназька вимова, в фонетичної орфографії їд. שאמעס від івр. שַׁמָּשׁ ‎ служка) - у юдеїв та караїмів відповідальний за адміністративну та господарську діяльність синагоги/кенаси, релігійного суду або спільноти. Одна з перших згадок про шамаша міститься в Тосафоті до трактату Рош га-Шана, де йдеться про те, що три посади - рабин, кантор і шамаш є стрижнем громади. У талмудичної літературі називався газзан. Шамес - поширений персонаж фольклору східно-європейських євреїв.
В даний час в Ізраїлі функції його виконує Габбай, чия посада, на відміну від шаммаша, є не найманою, а виборною. Шамаш, як і Габай, поширене прізвище як у сефардів (часто вживається як «Шемеш»), так і у караїмів.